# جاشوآ آلبا
جاشوآ آلبا (انگلیسی: Joshua Alba؛ زادهٔ ۸ ژوئیهٔ ۱۹۸۲) یک هنرپیشه اهل ایالات متحده آمریکا است. وی از سال ۲۰۰۱ میلادی تاکنون مشغول فعالیت بوده‌است. 